# Bitză
Mihai Biță (n. 8 februarie 1979, București), cunoscut sub numele de scenă Bitză, este un cântăreț român de muzică hip-hop, considerat un pilon important în dezvoltarea acestui gen muzical. A cunoscut succesul la începutul anilor 2000, primind în 2006 Discul de Aur pentru albumul „Sinuciderea unui înger”, pentru vânzarea a peste 15.000 de unități.

## Cariera muzicală
Bitză și-a descoperit încă din adolescență pasiunea pentru muzică, primul său contact cu aceasta fiind în perioada 1992-1993, atunci când a început să cânte la chitară. Ulterior, artistul a făcut parte dintr-un cor destul de cunoscut și activ, îmbinând chitara cu pianul. Chiar și așa, această pasiune pentru muzica hip-hop a fost mai puternică și, la vârsta de 19 ani, Bitză a debutat în Ro-Mania, trupă care a lansat multe piese adaptate din folclorul românesc.
După un an în Ro-Mania, Bitză a decis să părăsească trupa și, ulterior, a înființat o nouă formație, alături de trei băieți, numită Déjà Vu, trupă cu care a abordat mai multe stiluri, mergând de la RnB până la dance. După un singur album Déjà Vu, Bitză a decis să se axeze mai mult pe cariera solo, părăsind trupa.
Momentul în care a devenit un nume consacrat în industria hip hop-ului românesc poate fi asociat cu cel în care a fost invitat să cânte, alături de Paraziții, piesa „Fără tine” de pe albumul „Categoria grea”. Puțini sunt cei care știu că refrenul de la „Vorbește vinul”, scris de Bitză, s-a dezvoltat în două piese: „Fără tine” și „Vorbește vinul”. 
De acolo și până la succesul care urma să vină a mai fost doar un pas. În anul 2002, Bitză a început să meargă în concerte cu trupa Paraziții. Legați de o bună prietenie, dar mai ales de o chimie muzicală incredibilă, cei patru artiști au reușit să cucerească inimile mai multor generații.
Mai apoi a urmat o perioadă de incertitudine în viața artistică a lui Bitză, nefiind convins dacă vrea să continue pe drumul artistic pe care pornise sau pe cel al studiilor la Facultatea de Contabilitate din cadrul Academiei de Studii Economice din București. Chiar și așa, în acea perioadă, cu o inimă care bătea pentru hip-hop, Bitză a compus o piesă alături de Sfinx Experience (Crina Mardare, Zoia Alecu), melodie care a câștigat locul III la creație, la Festivalul Mamaia. 
Ombladon a fost cel care l-a readus pe Bitză în muzică, în anul 2002, acela fiind, de altfel, și momentul în care cei doi au început să lucreze pentru albumul de debut al artistului, „Sevraj”, lansat în 2004. Albumul include colaborări cu Ombladon, Tata Vlad, FreakaDaDisk, Cheloo, DJDox, raku, Adrian Despoy & K-Gula.
Piesa „Următorul pas”, alături de Tataee (Tata Vlad) a fost single-ul ales pentru albumul Sevraj.
În 2005, Bitză a lansat cel de-al doilea album al său, „Sinuciderea unui înger”, unde i-a avut ca invitați pe L.Doc, K-Gula, DJ Undoo, Grasu XXL, VD, DJ Paul, Vanessa S, Deliric, Loredana & Butch. Un an mai târziu, în anul 2006, albumul „Sinuciderea unui înger” a primit din partea casei de discuri Roton Discul de Aur, pentru vânzarea a peste 15.000 de unități.
„Fapte bune” este cel de-al treilea album din cariera lui Bitză, lansat în anul 2006. Un album „urban soul”, care conține 16 piese ce abordează subiecte delicate, însă, în același timp, melodii sensibile, ceea ce îl departajează pe Bitză de ceilalți rapperi de la noi. 
În 2009 a lansat cel de-al patrulea album, „Sufletul Orașului”, iar în 2010 cel de-al cincelea album, „Goana după fericire”, produs independent și distribuit cu Gazeta Sporturilor. 
Anul 2013 aduce in cariera solistului albumul „Liniște”.
Un artist mult prea complex pentru a fi descris în câteva cuvinte, Bitză a fost într-o continuă schimbare de-a lungul carierei sale. Plecarea lui din România, în anul 2014, a venit ca un șoc pentru toată lumea. Deși din țară se vedea altceva, în realitate, lucrurile au mers cum nu se poate mai bine. Spania i-a devenit a doua casă, dar mai ales, locul în care s-a regăsit din punct de vedere profesional și personal.
Cu toate că a fost plecat o bună perioadă de timp din România, Mihai Biță nu a stat deloc pe bară. Artistul a lucrat atât pentru cariera sa solo, cât și pentru alți artiști internaționali. Anul 2021 a venit cu o mare surpriză pentru fanii lui Bitză, acesta lansând în colaborare cu Tataee (Tata Vlad) piesa „Mama Spunea”, dedicată celor mai importante sfaturi primite din partea părinților.
Lucrată în urmă cu doi ani și jumătate, în 2019, „Mama Spunea” are dublă cetățenie. Bitză a început să lucreze la piesă în perioada în care se afla în Spania, împreună cu Tata Vlad, continuând-o acasă, în România. Plăcut impresionat de versuri și de povestea piesei, Tata Vlad a decis să colaboreze cu Bitză și să o lanseze împreună.
Pe lângă versurile care ne transformă din adulți în copiii de altădată, o poveste aparte stă și în spatele videoclipului. Clipul piesei „Mama Spunea” îi înfățișează pe Bitză și pe Tata Vlad în mai multe cadre din diferite zone ale Bucureștiului, cei doi încercând să facă un „mic paralelism între stradă, de unde plecăm toți, și momentul în care pleci de pe stradă, când ieși din cartier”.
În ciuda faptului că se numără printre cei mai iubiți artiști din zona rap din România, nu totul a fost roz în viața profesională a lui Bitză. Artistul a avut o perioadă în care a simțit că relația sa cu muzica a luat sfârșit. După o pauză de un an, în care nu a făcut decât să asculte muzică, în cele din urmă, gândurile sale s-au concretizat în piese, dorința de a lupta pentru visul său fiind mai puternică decât orice stare. 
Unic, sincer și devotat muzicii, Bitză se clasează în topul artiștilor care scriu piese bazate doar pe propriile experiențe sau pe cele ale prietenilor apropiați. Artistul lucrează continuu și constant pentru cariera sa solo și împărtășește cu cei din mediul online detalii inedite din prieteniile cu artiști de renume din România, prin intermediul vlogului „Vorbește Shotul”, pe canalul său oficial de YouTube.

## Discografie
- Bitză & Tata Vlad – Următorul Pas
- Bitză – All Star Part One (feat. Grasu XXL, Vd, Dj Paul, K-Gula)
- Bitză – Armele pregătite
- Bitză – Take Me Slow (feat. Vanessa)
- Bitză – Vorbește vinul (feat. Cheloo)
- Bitză – Sper că n-o să fiu eu
- Bitză feat. Ombladon – Moartea ficatului
- Bitză – Vrrrrrr
- Bitză feat. Adrian Despot – Punk for Life
- Bitză – 10 degete
- Bitză feat. K-Gula – Tânăr cât mai târziu
- Bitză – Musikk for a elske deg
- Bitză – Dialog în fața poștei
- Bitză feat. Freakadadisk – Bagaboanta
- Bitză – Concluzii
- Bitză feat. L.Doc – Sinuciderea unui înger
- Bitză – Pregătire fizică (feat. K-Gula, DJ Undoo)
- Bitză – Străin în țara mea
- Bitză – Dialog în intersecție
- Bitză – Nu e vina mea
- Bitză – Nu mai pot să tac
- Bitză – Copii îmbătrâniți înainte de timp
- Bitză – Rugăciune
- Bitză – N-o să vezi (feat. Deliric, Dj Paul)
- Bitză – Baladă cu feeling
- Bitză feat. Dj Paul – Rezultatul unui consum (Mâinile-n aer)
- Bitză feat. Loredana – Aripi frânte
- Bitză feat. Butch – Război în Doi
- Bitză – Război în Doi – Outro
- Bitză feat. raku & Dj Faibo X– Sufletul orașului
- Bitză feat. Junky – Alte repere
- Bitză – Din bară-n bară
- Bitză feat. Loredana – Lasă-mă să-ți arăt
- Bitză feat. Adrian Despot – Sânge bolnav
- Bitză – Nu te opri
- Bitză – În fața blocului
- Bitză – Cântecul și povestea ei
- Bitză – Cronica unei vedete
- Bitză feat. Cedry2k – Manifest
- Bitză feat. Grasu XXL – Ne schimbăm de mâine
- Bitză feat. Guess Who – Prin ochii unui trecător
- Bitză – Un vot distanță
- Bitză feat. Carbon – Nevoi urbane
- Bitză feat. Aforic – În urma noastră
- Bitză – Sinteze
- Bitză – Generic (gen)
- Bitză – Intro
- Bitză – Tovarășilor (feat. raku, Dj dox)
- Bitză – Memento Mori
- Bitză feat. Freakadadisk – Cântecul și povestea lui
- Bitză feat. Holograf – Numele tău
- Bitză – Oameni bogați
- Bitză – piedut într-o lume mare
- Bitză & Ombladon – Nopți albe pentru zile negre
- Bitză – Fack
- Bitză & Minelli – Soare din nori
- Bitză – Pasiunile înving legi
- Bitză & Planet H – Eroare matematică
- Bitză – Limite
- Bitză feat. Alan & Kepa – Ăștia Suntem
- Bitză – Umbre
- Bitză – Mai Departe
- Bitză feat. Deliric – Siruri
- Bitză feat. Tata Vlad – Mama spunea
- Bitză feat. Bvcovia – Dor de Casă
- Bitză feat. Phunk B & FreakaDaDisk – Locul de unde vin
- Bitză feat. Ombladon & FreakaDaDisk – Los Maniachis
- Bitză feat. Sore - Un actor grăbit

## Albume
| Data realizării | Titlul                 | Casa de discuri/Label     | Unități vândute | Distincție  |
| --------------- | ---------------------- | ------------------------- | --------------- | ----------- |
| 2004            | Sevraj                 | Rebel Music               |                 |             |
| 2005            | Sinuciderea unui înger | Rebel Music/Roton         | +15000          | Disc de Aur |
| 2006            | Fapte bune             | Rebel Music               | +10000          |             |
| 2009            | Sufletul Orașului      | Intercont Music           |                 |             |
| 2010            | Goana după fericire    | Gazeta Sporturilor        |                 |             |
| 2014            | Liniște part. 1        | 20CM Records              |                 |             |
| 2017            | Liniște part. 2        | 20CM Records              |                 |             |
| 2023            | Sevraj II              | R.U.L.(Roton Urban Label) |                 |             |
| 2025            | Încă unu'              | R.U.L.(Roton Urban Label) |                 |             |

## Nominalizări și distincții
| An   | Eveniment                     | Categorie           | Pentru             | Rezultat    | Note  |
| ---- | ----------------------------- | ------------------- | ------------------ | ----------- | ----- |
| 2007 | Premiile muzicale MTV România | Cel mai bun hip-hop | „Armele pregătite” | Nominalizat | [ 2 ] |

## Colaborări
- 2001: Parazitii - Fara tine (feat. Bitza)
- 2003: Cheloo - Vicii (feat. Bitza)
- 2004: Ombladon - Confidențial (feat. Bitza)
- 2004: Ombladon - Vecinului lui Cheloo (feat. Bitza & FreakaDaDisk)
- 2005: K-Gula & DJ Undoo - Doare oare (feat. Bitza)
- 2006: H8 - Traieste, plateste (feat. Bitza)
- 2006: Grasu XXL - Fac ce vor (feat. Bitza)
- 2007: VeritaSaga - Oglinda care minte (feat. Bitza)
- 2007: Cedry2k - In lupta cu conditia (feat. Bitza)
- 2008: Dagga - Prea multe pacate (feat. Bitza)
- 2008: Ad Litteram - Ne-am pierdut nemurirea (feat. Cedry2k & Bitza)
- 2008: Yalla - Ganduri sparte (feat. Bitza & Feli)
- 2009: Cedry2k - Idealuri (feat. raku & Bitza)
- 2010: Ad Litteram - Pe fortele mele (feat. DOC & Bitza)
- 2010: Grasu XXL - Cel mai rau prieten, cel mai bun dusman (feat. Bitza)
- 2010: axes - Plecat definitv (feat. Jhivago & Bitza)
- 2010: DOC - Grav, magic, fin (remix) (feat. Bitza & Cedry2k)
- 2011: Parazitii - Tare (feat. MarkOne1 & Bitza)
- 2012: Aforic - Circuitul banilor (feat. Bitza)
- 2012: MarkOne1 - Le-am facut pe toate (feat. Bitza)
- 2012: creTzu - De Oscar (feat. Bitza)
- 2014: Danez - In ritmul asta (feat. Bitza)
- 2014: Miss Mary - Ma joc cu focul (feat. Bitza)
- 2014: ALAN & KEPA - Scoala vietii (feat. Bitza & DJ Dox)
- 2014: Subsemnatu - Masina timpului (feat. Bitza & DJ Undoo)
- 2015: Ombladon - Jumatatea goala (feat. Bitza)
- 2016: Parazitii - Viata bate filmul (feat. Bitza)
- 2016: Christu - Tot noi (feat. Subsemnatu, Bitza, K-Gula & Perry Pete)
- 2016: Ombladon - Panarame (feat. Bitza)
- 2022: Ombladon - Spune-mi (feat. Bitza)
- 2022: Samurai - Ultima Zi (feat. Bitza)
- 2023: Keri & Dedey - 4 Bagabonți (feat. Bitza & Kepa)